# 능동 (화성시)
능동(陵洞)은 화성시의 법정동이다. 행정동으로는 동탄신도시 지역은 동탄3동에서, 나머지는 진안동에서 관할한다.

## 행정 구역 조정 문제
2007년 능동의 동탄신도시 구역만 동탄동에 편입되면서 잔여 지역이 진안동에 남았다. 이 때문에 능동 1통·3통은 동탄3동에 둘러싸인 두입지이고 2통·4통·5통은 월경지인 기형적 행정 구역이 되었다. 그 뒤 인구 증가로 현재는 2통·4통~8통이 월경지다. 해당 지역은 생활권 등을 고려하면 조정되는 게 타당한데, 주민들 간 갈등으로 행정동의 경계 정비가 이루어지지 않고 있다.

## 같이 보기
- 동탄3동
- 진안동
- 동탄
- 병점